# Konrad von Hohenlohe-Schillingsfürst
Konrad Maria Eusebius Prinz zu Hohenlohe-Waldenburg-Schillingsfürst (Viena, 16 de diciembre de 1863-Kammern im Liesingtal, 21 de diciembre de 1918) fue un aristócrata y estadista austriaco. Brevemente sirvió como primer ministro de Austria (Cisleitania) en Austria-Hungría en 1906.

## Biografía
El Príncipe Konrad nació en Viena, siendo hijo del Príncipe Konstantin de Hohenlohe-Schillingsfürst (1828-1896), k.u.k. Intendente en Jefe y General de Caballería, y de su esposa Marie, nacida Princesa de Sayn-Wittgenstein-Berleburg (1837-1920), una hija de Carolyne zu Sayn-Wittgenstein, conocida por ser la pareja de Franz Liszt. A través de su padre, Konrad era sobrino del Duque Víctor I de Ratibor, del Príncipe  Clodoveo de Hohenlohe-Schillingsfürst (Canciller de Alemania 1894-1900), y del Cardenal y Príncipe Gustavo Adolfo de Hohenlohe-Schillingsfürst.
El Príncipe Konrad asistió al Schottengymnasium y fue a estudiar leyes en la Universidad de Viena entre 1883 y 1887. Entró en el servicio civil de la Cisleitania en Praga y después trabajó en el k.k. Ministerio del Interior. Elegido funcionario de distrito (Bezirkshauptmann) en Teplitz-Schönau, Bohemia, demostró ser un hombre de conciliación y favorable a la justicia social, cuando apaciguó una huelga de mineros y concedió permiso para la representación de la obra de Hauptmann socialmente crítica Los Tejedores, lo que le mereció ganarse el apodo del "Príncipe Rojo". 
En 1888 el Príncipe Konrad contrajo matrimonio con la Condesa Franziska de Schönborn-Buchheim (1866-1937). Uno de sus seis hijos, la Princesa Franziska de Hohenlohe-Waldenburg-Schillingsfürst (1897-1989), por su matrimonio con el Archiduque Maximiliano Eugenio de Austria, se convirtió en cuñada del Archiduque Carlos Francisco de Austria, el último emperador de Austria.

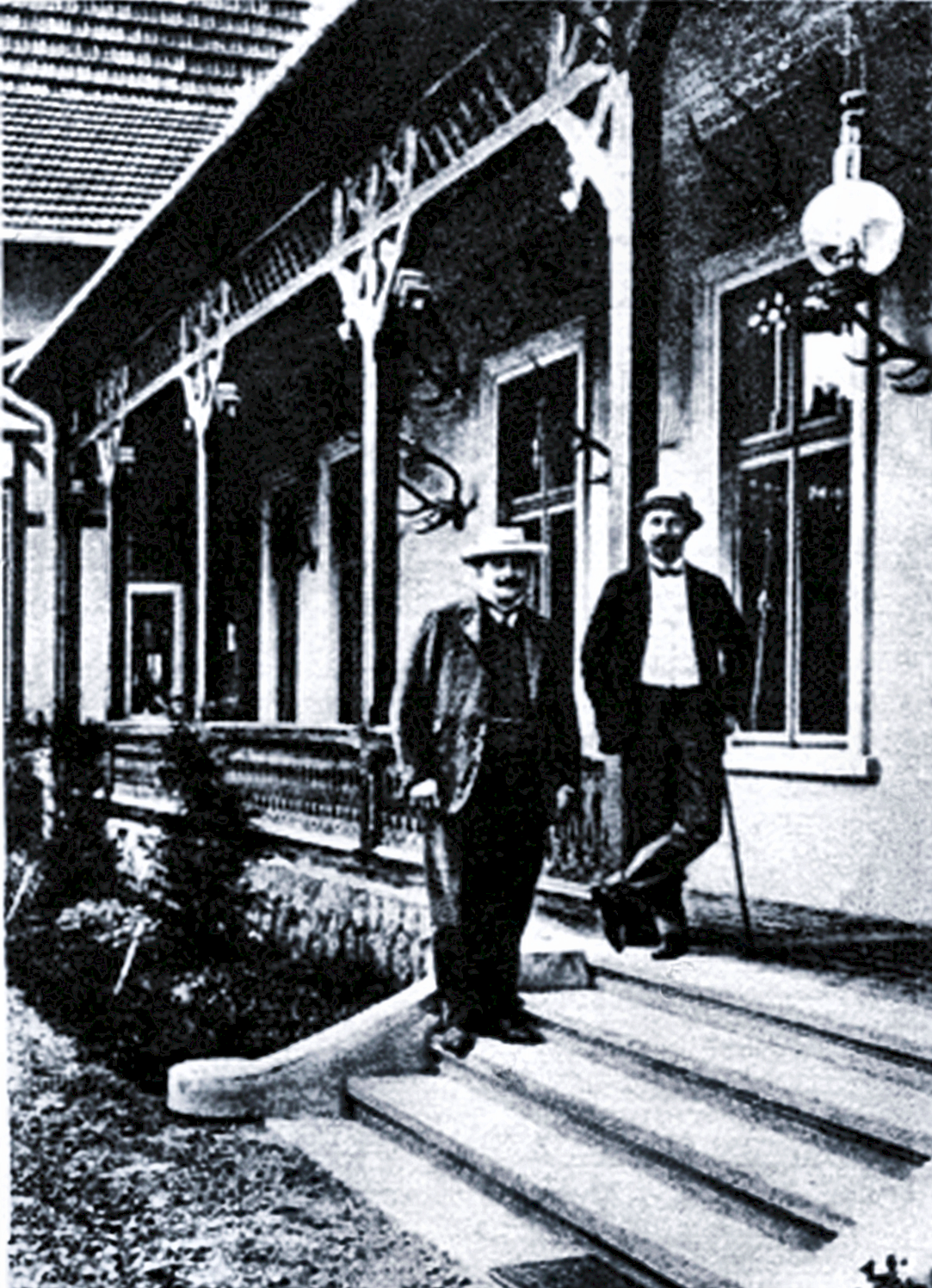
El Príncipe de Hohenlohe con Georg Wassilko von Serecki en Berehomet, entre 1903/04.

En 1903/04, el Príncipe Konrad sirvió como k.k. Stadtholder (Administrador) de Bucovina en Czernowitz, y a partir de 1904 como Stadtholder del Litoral austríaco en Trieste. Un confidente del heredero al trono, el Archiduque Francisco Fernando, fue elegido Ministro-Presidente de la Cisleitania el 2 de mayo de 1906, con el propósito de impulsar una reforma electoral que estableciera el sufragio universal masculino en las elecciones al Consejo Imperial, donde su predecesor Paul Gautsch von Frankenthurn había fracasado. El Príncipe Konrad intentó movilizar los votos de los representantes italianos en el Consejo con el bloqueo "eslavo", pero no tuvo éxito en alcanzar una mayoría. Dimitió en el plazo de un mes y retornó a Trieste. Se dejó en manos de su sucesor Max Wladimir von Beck el conseguir aprobar la nueva ley electoral. 
El Príncipe Konrad permaneció como Stadtholder del Litoral hasta 1915. Tuvo que hacer frente al creciente irredentismo italiano y sus medidas de centralización en favor del gobierno de Viena encontraron fuertes protestas. Cuando el Reino de Italia amenazó con unirse a la Entente, dimitió y temporalmente se unió a las fuerzas del Imperial-Real Landwehr en el frente oriental. De vuelta en Vienta asumió el puesto de k.k. Ministro del Interior el 30 de noviembre de 1915 en el gabinete del Ministro-Presidente Conde Karl von Stürgkh. Como ministro, desarrolló planes para reorganizar la monarquía dual austrohúngara en una federación de cuatro grandes estados: la propia Austria, Hungría, Polonia (Galicia), e Iliria (es decir Croacia-Eslavonia, Bosnia y Herzegovina y Dalmacia). No obstante, estos planes fueron rechazados principalmente por los políticos húngaros. 
El Príncipe Konrad dimitió como Ministro del Interior el 31 de octubre de 1916, poco después de que el Ministro-Presidente Stürgkh fuera asesinado por Friedrich Adler. A partir del 2 de diciembre de 1916 sirvió durante tres semanas como Ministro de Finanzas Adjunto de Austria-Hungría, antes de ser sucedido por Stephan Burián von Rajecz el 22 de diciembre. También a partir del 2 de diciembre fue miembro de la Cámara de los Señores Austriaca hasta su disolución en noviembre de 1918. Con el fin de la I Guerra Mundial se retiró de la política, y murió poco después en una cacería en Kammern im Liesingtal, Estiria.